# Opișneanî (Cerkasivka), Poltava
Opișneanî (în ucraineană Опішняни) este un sat în comuna Cerkasivka din raionul Poltava, regiunea Poltava, Ucraina.

## Demografie
Componența lingvistică a localității Opișneanî
     Ucraineană (98,84%)
     Rusă (1,16%)
Conform recensământului din 2001, majoritatea populației localității Opișneanî era vorbitoare de ucraineană (98,84%), existând în minoritate și vorbitori de rusă (1,16%).